# Grewia bulot
Grewia bulot är en malvaväxtart som beskrevs av François Gagnepain. Grewia bulot ingår i släktet Grewia och familjen malvaväxter. Inga underarter finns listade i Catalogue of Life.